# Fang Zhuangyou
Fang Zhuangyou (chinois : 方壮猷 ; pinyin : fāng zhuàngyóu), né en 1902 à Xiangtan, province du Hunan, décédé en 1970 est un mongoliste, sinologue et historien chinois.

## Biographie
Il naît dans une ferme[réf. nécessaire].
En 1923, il passe son examen à l'Université normale de Pékin et entre deux ans après à l'institut de recherche de l'Université Qinghua et prend part au mouvement des étudiants patriotes de Pékin (chinois : 北京爱国学生运动)[réf. nécessaire].
En 1929, il part au Japon, continuer ses études à l'Université de Tokyo. À son retour en Chine il devient maître de conférences dans des universités de Pékin et Nankin[réf. nécessaire].
Il part ensuite en France étudier la sinologie et étudie les minorités d'Extrême-Orient[réf. nécessaire].
En 1936, il rentre de nouveau en Chine et devient professeur d'histoire à l'Université de Wuhan. Il y cumule les postes de chaire d'histoire et de directeur du campus ds études de littérature par intérim[réf. nécessaire].
En 1955, il devient directeur du bureau de la culture de la province de Hubei[réf. nécessaire].

### Rééditions
- (zh) 方壮猷, 契丹民族考, 北京, 北京中献拓方科技发展有限公司, 北京中献拓方科技发展有限公司,‎ 2007, 50 p. (OCLC 465491237)
- (zh) 方壮猷, 中国史学概要, 武汉, 武汉大学出版社,‎ 2011, 206 p. (ISBN 978-7-307-08535-0, OCLC 789587450)